# The Catholic World Report
The Catholic World Report (Katolički svjetski vjesnik), međunarodne su katoličke mrežne novine izdavača Ignatius Press. Utemeljene su 1991. kao mjesečnik i u tiskanom izdanju izlazile su do prosinca 2011., kada prelaze u mrežni oblik.
1995. imale su nakladu od 20 000, a 1999. 21 000 primjeraka.